# 제26회 백상예술대상
제26회 백상예술대상은 1990년에 열린 시상식이다.

## 수상 및 후보

### 영화부문
| 부문           | 수상자         | 작품                           |
| -------------- | -------------- | ------------------------------ |
| 대상           |                | 《우묵배미의 사랑》            |
| 작품상         |                | 《우묵배미의 사랑》            |
| 감독상         | 이두용         | 《청송으로 가는 길》           |
| 남자연기상     | 박중훈         | 《우묵배미의 사랑》            |
| 여자연기상     | 장미희         | 《불의 나라》                  |
| 시나리오상     | 김성홍         | 《행복은 성적순이 아니잖아요》 |
| 기술상(촬영)   | 이성춘         | 《청송으로 가는 길》           |
| 신인감독상     | 장선우         | 《우묵배미의 사랑》            |
| 남자신인연기상 | 김보성         | 《행복은 성적순이 아니잖아요》 |
| 여자신인연기상 | 이미연         | 《행복은 성적순이 아니잖아요》 |
| 주제가상       | 강인원         | 《비 오는 날 수채화》          |
| 인기상         | 손창민, 강수연 | 《추락하는 것은 날개가 있다》  |
| 특별상         | 윤인자         | 《수탉》                       |

### TV부문
| 부문           | 수상자         | 방송사  | 작품                                              |
| -------------- | -------------- | ------- | ------------------------------------------------- |
| 대상           |                | MBC KBS | 《평화, 멀지만 가야할 길》 《사랑이 꽃피는 나무》 |
| 작품상         |                | KBS     | 《사랑이 꽃피는 나무》                            |
| 연출상         | 장수봉         | MBC     | 《마당 깊은 집》                                  |
| 남자연기상     | 임현식         | MBC     | 《한지붕 세가족》                                 |
| 여자연기상     | 고두심         | KBS     | 《사랑의 굴레》                                   |
| 극본상         | 박진숙         | MBC     | 《마당 깊은 집》                                  |
| 기술상(촬영)   | 유영조         | KBS     | 《지리산》                                        |
| 신인연출상     | 김현준         | KBS     | 《절반의 실패》                                   |
| 남자신인연기상 | 김갑수         | KBS     | 《역사는 흐른다》                                 |
| 여자신인연기상 | 채시라         | MBC     | 《거인》                                          |
| 주제가상       | 김승진         | KBS     | 《달빛가족》                                      |
| 코미디연기상   | '동작 그만' 팀 | KBS     | 《유머 일번지》                                   |
| 비(非)극부문상 |                | MBC     | 《평화, 멀지만 가야할 길》                        |
| 쇼부문상       |                | KBS     | 《가요무대》                                      |
| 특별상         |                | KBS     | 《국악한마당》                                    |
| 아역상         | 박선영 윤선빈  | KBS MBC | 《울밑에 선 봉선화》 《마당 깊은 집》             |
| 남자인기상     | 김순철 유인촌  | KBS     | 《달빛가족》 《역사는 흐른다》                    |
| 여자인기상     | 조민수 이혜숙  | KBS     | 《달빛가족》 《꽃피는 둥지》                      |

### 연극부문
| 부문           | 수상자                      | 작품                                                  |
| -------------- | --------------------------- | ----------------------------------------------------- |
| 대상           | 박정자                      | 《굿나잇 마더》                                       |
| 작품상         |                             | 《칠산리》                                            |
| 감독상         | 정진수                      | 《칠산리》                                            |
| 남자연기상     | 조명남                      | 《심판》                                              |
| 여자연기상     | 박정자                      | 《굿나잇 마더》                                       |
| 희곡상         | 정복근                      | 《실비명》                                            |
| 기술상(음악)   | 이병욱                      | 《사막의 이슬》                                       |
| 신인연출상     | 김철리                      | 《보이체크》                                          |
| 남자신인연기상 | 김명환                      | 《태평천하》                                          |
| 여자신인연기상 | 강애심                      | 《칠산리》                                            |
| 인기상         | 이승철 손봉숙               | 《욕망이라는 이름의 전차》 《그리고 그들은 죽어갔다》 |
| 특별상         | 한국연극협회 연기분과위원회 | 《밤주막》                                            |
| 공로상         | 이해랑                      |                                                       |